# Matiu/Somes
Matiu/Somes – niemal dwudziestopięciohektarowa wyspa położona w północnej części Portu morskiego Wellington, największa z trzech wysp znajdujących się w tym porcie. Jest położona w odległości 3 km od Petone i rzeki Hutt oraz 5 km od wyspy Makaro/Ward. 